# Alfred Kleiner
Alfred Kleiner, švicarski fizik, * 24. april 1849, Maschwanden, Zürich, Švica, † 3. julij 1916.
Kleiner je bil profesor eksperimentalne fizike na Univerzi v Zürichu in mentor Einsteinove doktorske dizertacije. Najprej je bil Einsteinu mentor H. F. Weber, vendar se nista razumela, in Einstein je izbral Kleinerja.
Doktoriral je leta 1874 na Univerzi v Zürichu z dizertacijo O teoriji presihajočega draženja kože (Zur Theorie der intermittirenden Netzhautreizung) pod Müllerjevim mentorstvom.
V zgodnjih 1890-tih je skupaj s svojima študentoma, Laagrom in Erismannom izvajal poskuse o spremembah gravitacijskega privlaka. Opazili niso nobenega pojava večjega od eksperimentalne napake. Kleiner je svoje rezultate o tem objavil leta 1905, Laager leta 1904, Erisman pa leta 1908 in 1911. Na njihovo delo so vplivali članki Austina in Thwinga.